# Дімельштадт
Дімельштадт (нім. Diemelstadt) — місто в Німеччині, знаходиться в землі Гессен. Підпорядковується адміністративному округу Кассель. Входить до складу району Вальдек-Франкенберг.
Площа — 82,58 км2. Населення становить 5213 ос. (станом на 31 грудня 2020).

## Географії

### Адміністративний поділ
Місто  складається з 9 районів:
- Амменгаузен
- Дегаузен
- Гельміггаузен
- Гесперінггаузен
- Нойдорф
- Орпеталь
- Роден
- Ветен
- Врексен